# Українсько-нідерландські відносини
Українсько-нідерландські відносини — це сукупність двосторонніх відносин між Україною та Нідерландами у галузі міжнародної політики, економіки, освіти, науки, культури тощо, а також співпраці обох країн в рамках міжнародних організацій та інших інституцій.

## Відносини у 1919-1922

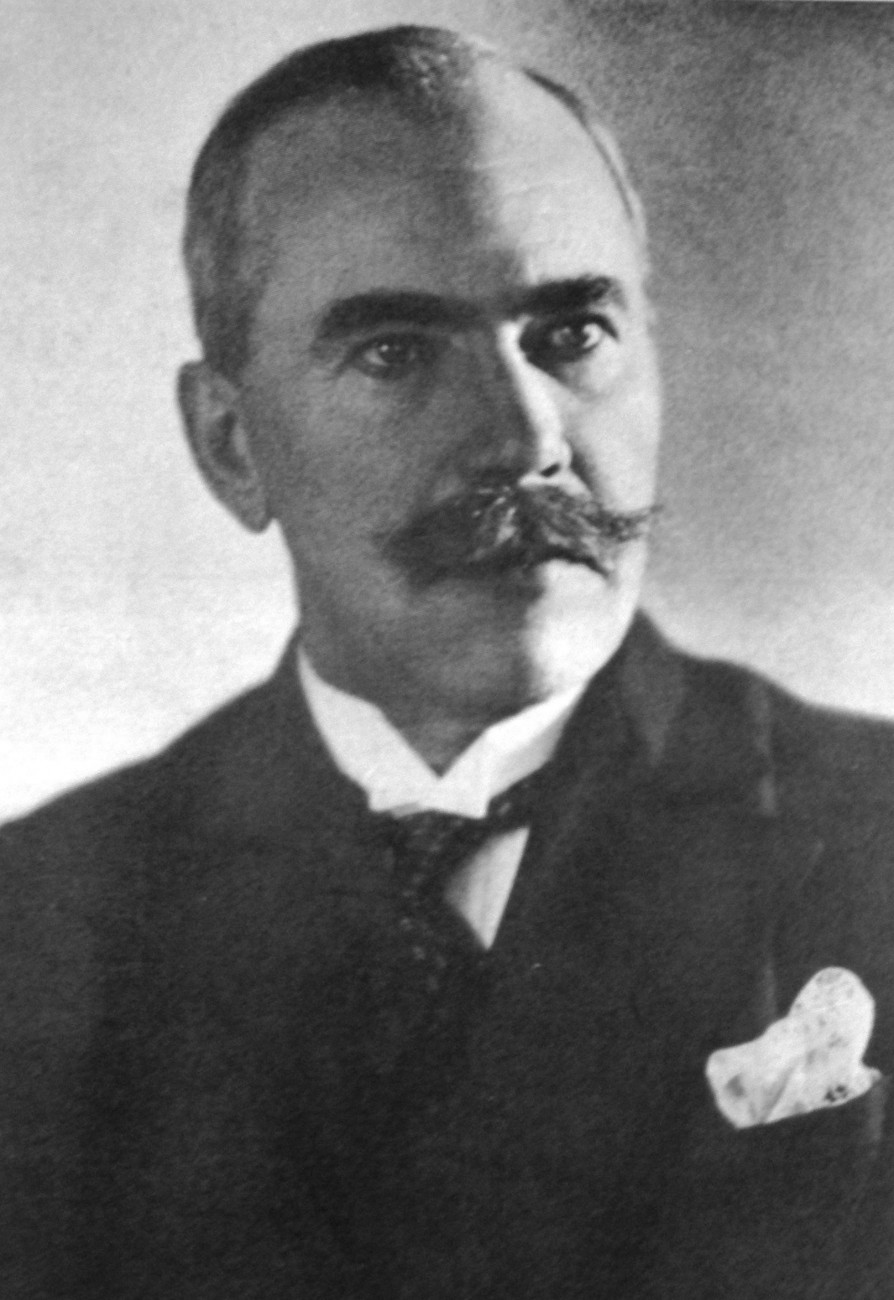
Андрій Яковлів — перший український дипломатичний представник у Нідерландах

Дипломатичні відносини між Нідерландами та Українською Народною Республікою були встановлені в 1919 році (19 січня призначено і 3 лютого відкрито дипломатичне представництво УНР у Нідерландах, пізніше також відкрито і прес-бюро УНР, а 20 січня призначено нового Генерального консула Нідерландів у Києві), проте офіційного визнання УНР не відбулося (Нідерланди очікували визнання з боку Франції, Великої Британії та Італії). Незважаючи на це, персонал української дипломатичної місії в Нідерландах був звільнений від реєстрації у поліції, яка була обов'язковою для всіх іноземців, і без перешкод отримував візи для в'їзду і виїзду з країни; з 1920 року дипломатичній місії УНР почали видавати дипломатичні візи як «української делегації»; на прохання українського представництва українським послам, головам місій і міністрам без перешкод видавалися дипломатичні візи для в'їзду на територію Нідерландів; було дозволено видавати паспорти українським громадянам (вони візувалися нідерландськими установами і визнавалися дійсними для перебування на території Нідерландів); паспорти, які видавало українське представництво у Нідерландах, візувалися англійськими, американськими, бельгійськими, швейцарськими та французькими консулами; Міністерство закордонних справ Нідерландів та інші офіційні установи офіційно зверталися до української дипломатичної місії; у шкільних атласах 1919—1920 років друкувалися спеціальні карти України.
Спочатку МЗС Нідерландів офіційно відмовився визнавати дипломатичну місію України, проте інші нідерландські міністерства неофіційно вважали місію представником України в країні, в подальшому же і МЗС Нідерландів став зважати на місією як офіційного представника УНР. У Голландії українське питання підтримувало переважна більшість політичних партій і груп, крім Комуністичної партії Нідерландів — голландські політичні кола в більшості негативно ставилися до імперіалістичної політики більшовиків, тому «симпатизували» українцям у їх визвольній боротьбі, що прявилося, наприклад, на Амстердамській міжнародній соціалістичній конференції 25 квітня 1920 року, де представники нідерладнських соціалістів проголосували за офіційне визнання УНР. Особисто симпатизували УНР представники католицької партії голова Ради міністрів Ройс де Беренбрук та голова Другої палати Генеральних штатів Діонісій Коолен.

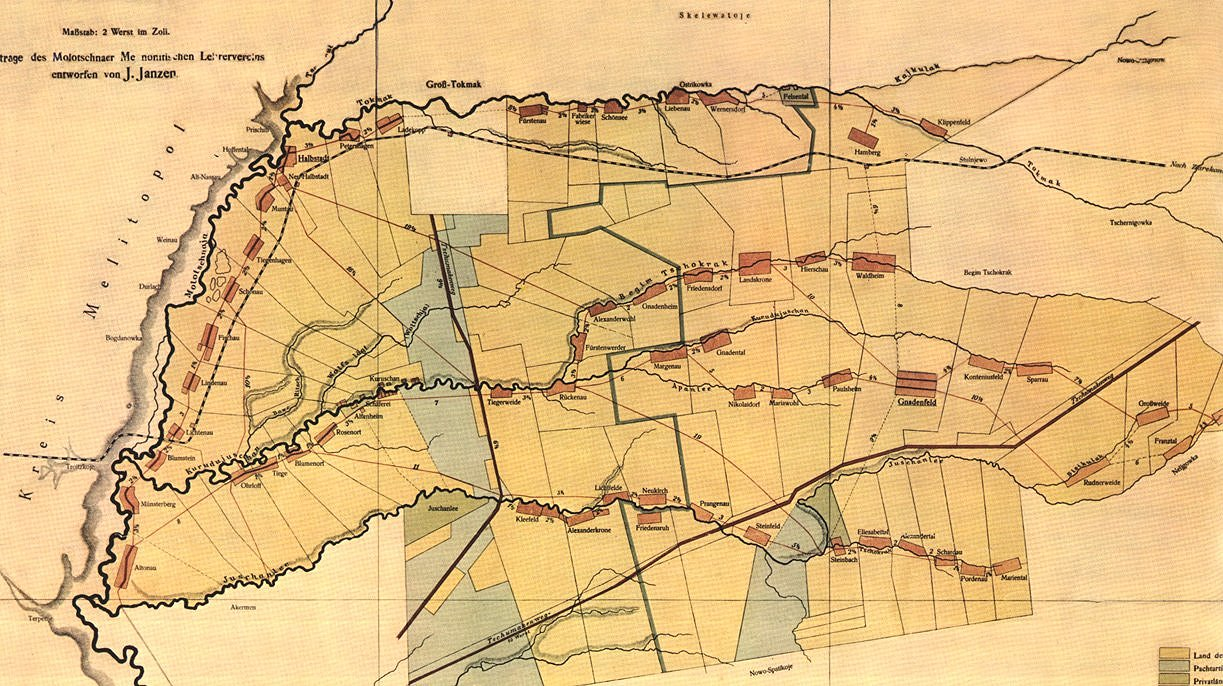
Мапа менонітських поселень колишнього Молочанського менонітського округу Таврійської губернії у 1912 році

Важливим фактором у відносинах між УНР та Нідерландами були голландські меноніти, яких в Україні налічувалося 60 000—80 000 чоловік. Ще влітку 1917 року менонітські об'єднання Катеринославщини, Херсонщини та Північної Таврії визнали Українську Центральну Раду і боротьбу українців за державну незалежність. У той же час українська влада гарантувала менонітським громадам державну підтримку в економічній і культурній сферах — УНР у своїй внутрішній політиці дотримувалася демократичного принципу щодо права вільного розвитку будь-якої національної спільноти, яка мешкала в Україні. Нідерландські політичні кола були вкрай вдячні українському уряду за опіку над менонітами, у зв'язку з чим дипломатичної місії УНР у 1919 році було досить легко налагодити свою роботу і відкрити власне прес-бюро, щоб інформувати голландське суспільство про події в Україні.
Одним з основних завдань української місії було звільнення українських військовополонених, які перебували на території Нідерландів. На допомогу українським військовополоненим, які потрапили до Бельгії та Голландії з німецької армії, уряд УНР виділив 20 000 карбованців. Завдяки клопотанням українських дипломатів з Голландії до України у 1919 році було відправлено 80 українських військовополонених, яким видали українські паспорти і кошти на дорогу.
Голландська сторона висловлювала сподівання на встановлення взаємовигідних економічних відносин з УНР, зокрема, у 1919 році значні надії на встановлення економічних зв'язків з Україною покладали нідерландські міністерства торгівлі та промисловості. У 1920 році представництвом УНР були видані і розіслані брошури та бюлетені про можливе економічне співробітництво з Україною, а МЗС Нідерландів була висловлена зацікавленість в можливості поставок хліба у свою державу. Цього ж року кілька великих пароплавних товариств Роттердаму звернулися до дипломатичної місії УНР з пропозицією налагодити транспортну лінію «Роттердам—Одеса» для встановлення торгових відносин, поставивши умовою звільнення Одеси від більшовиків (в ті часи Нідерланди займали третє місце в світ за кількістю пароплавів, поступаючись тільки Великій Британії та США). Були складені економічні проекти українсько-голландських торгових груп з питань поставок і обміну товарами між державами, однак ні український уряд, ні кооперативи своєчасно на ці пропозиції не відреагували.
Дипломатична місія УНР у Нідерландах припинила свою роботу 1 квітня 1922 через припинення фінансування.
Голови Надзвичайної дипломатичної місії України у Нідерландах:
- Андрій Яковлів, за сумісництвом голова дипломатичного представництва України у Бельгії. Призначений 19 січня 1919 року[1].

Генеральні консули Нідерландів у Києві:
- доктор Тімон Генріх Фоккер. Призначений 20 січня 1919 року[1].

## Сучасні відносини

### Політичні відносини
Нідерланди визнали незалежність України 31 грудня 1991 року разом із іншими країнами Європейського Співтовариства, дипломатичні відносини встановлено через три місяці, 1 квітня 1992 року.
2002 року в Гаазі Україна відкрила Посольство України в Нідерландах, до цього часу українські інтереси представляло Посольство України в державах Бенілюкс, що було відкрито влітку 1993 року в Брюсселі. Посольство Нідерландів в Україні відкрито восени 1992 року в Києві.
У період правління в Україні Президента Кучми у березні 1996 р. офіційним візитом в Україну Прем'єр-міністра Нідерландів В.Кока було започатковано політичний діалог на вищому рівні. У грудні 1997 року відбувся офіційний візит до Нідерландів українського президента. Після тривалої паузи, пов'язаної з «касетним» та «кольчужним» скандалами, двосторонні політичні контакти відновилися лише у 2002 році.
Важливим кроком у відновленні процесу обміну візитами на найвищому рівні став офіційний візит до України Прем'єр-міністра Нідерландів Балкененде (18-19 квітня 2004). У липні 2004 р. Президент України Кучма здійснив візит до Нідерландів на чолі делегації нашої держави, яка взяла участь у саміті Україна-ЄС, що відбувся в Гаазі.
Розвиток політичних взаємин продовжився у період правління президента В. А. Ющенка. У січні 2005 р. Прем'єр-міністр Нідерландів Балкененде здійснив візит в Україну для участі в інавгурації Президента В. А. Ющенка. У ході візиту відбулися його зустрічі з Ющенком та тогочасним прем'єр-міністром Тимошенко. 7-8 червня 2006 року на запрошення Королеви Нідерландів Беатрікс Президент України В. А. Ющенко здійснив офіційний візит до Нідерландів. Під час візиту відбулися його зустрічі з Королевою Нідерландів, переговори з Прем'єр-міністром Нідерландів Я. П. Балкененде у вузькому колі та у розширеному складі, зустрічі з керівництвом нідерландського парламенту. У ході візиту було підписано низку двосторонніх угод.
Регулярного характеру набув діалог міністрів закордонних справ України та Нідерландів як у рамках обміну візитами, так і в ході міжнародних багатосторонніх форумів. Важливою складовою інституалізації двосторонніх взаємин стали регулярні політичні консультації між міністерствами закордонних справ України й Нідерланди та розбудова міжпарламентських зв'язків. З огляду на розташування та діяльність в Гаазі значної кількості міжнародних організацій продовжується розвиток контактів зі згаданими організаціями та забезпечується участь багатьох делегацій України у заходах, що відбуваються під егідою цих установ та організацій.
Договірно-правова база українсько-нідерландських відносин складається із 33 договорів та угод,.
Динамічний характер двосторонніх економічних відносин сприяв пошуку шляхів їх подальшої інтенсифікації та переведення на довготривалу планову основу. Важливим результатом розвитку українсько-нідерландського діалогу було підписання Програми спільних дій між Кабінетом Міністрів України та Урядом Нідерландів на 2004—2006 рр. та 2007—2009 рр..

### Економічні відносини
Між Україною та Нідерландами досить динамічно розвивається торговельно-економічне та інвестиційне співробітництво. Зокрема, про динамічний розвиток двосторонніх взаємин у торговельній сфері свідчить те, що, за даними Державного комітету статистики України, у 2008 році у зовнішньоторговельному обороті товарами та послугами України з країнами Європи Нідерланди посіли сьоме місце з часткою 4,7 %. Одночасно, у той же період обсяг двосторонньої торгівлі товарами та послугами збільшився на 44 % та склав $2,7 млрд. Правда, торговельні взаємини характеризувало суттєве від'ємне для України сальдо, яке склало $142 млн .
Позитивна, в цілому, тенденція зростання обсягів двосторонньої торгівлі не є стабільною. Зокрема, у зв'язку з наслідками світової фінансової та економічної кризи обсяг двосторонньої торгівлі товарами та послугами між Україною та Королівством Нідерланди за 9 місяців 2009 року скоротився майже удвічі (на 46 % , 900 млн. дол. США) порівняно із відповідним періодом 2008 року і склав 1,45 млрд. дол. США.
Прикрим є те, що найбільшу питому вагу в структурі експорту товарів з України до Нідерландів мають сировинні товари (продукція рослинного походження, неблагородні метали, жири та масла), на промислову продукцію припадає лише трохи більше десятої частини (засоби водного транспорту, машини та устаткування). У той же час, найбільша частка у загальному обсязі імпорту товарів з Нідерландів до України припадає на готові вироби − продукцію хімічної промисловості, машини та устаткування, продукцію харчової промисловості, пластмаси та каучук, засоби транспорту, продукцію рослинництва.
Розвиток двосторонніх торговельних відносин поєднується з масштабним інвестуванням Нідерландів в економіку нашої держави. Нідерланди посідають третє місце за обсягами іноземних інвестицій в Україну після Кіпру (8063,7 млн дол. США) та Німеччини (6530,9 млн дол. США). Станом на 1 жовтня 2009 р. прямі іноземні інвестиції з Нідерландів в економіку України склали 3,8 млрд дол. США.
Станом на липень 2009 року найбільшу питому вагу у загальному обсязі інвестицій з Нідерландів в економіці Україні займають інвестиції у промисловість, будівництво, фінансову діяльність, торгівлю, ремонт автомобілів тощо.
Нідерланди посідають третє місце серед європейських країн за обсягами технічної допомоги Україні. В нашій країні реалізуються дві голландські програми технічної допомоги: MATRA (сприяння переходу до громадянського суспільства в країнах Центральної та Східної Європи) та PSOM (підтримка країн Центральної та Східної Європи при переході до ринково орієнтованої економіки) зі щорічними бюджетами понад 5 млн дол. США та близько 48 млн євро. відповідно.
Більшу частину бюджету нідерландської програми технічної допомоги для України складають проекти в сільськогосподарській галузі. Результатом здійснення проектів програми PSOM стало створення спільних підприємств за участю нідерландських компаній у таких важливих галузях, як сільське господарство, транспорт, промисловість та подальше надходження інвестицій.

### Співпраця у галузі науки й освіти
Важливою складовою двосторонніх відносини є двостороннє співробітництво . Воно розвивається шляхом виконання окремих науково-дослідних проектів, обміну студентами для навчання за окремими спеціальностями та стажуванням викладачів у вищих навчальних закладах обох країн, а також участі українських фахівців у міжнародних конференціях та семінарах на території Нідерландів. Активно розвивається спортивне та молодіжне співробітництво, а також співпраця між музеями обох країн.
Не останню роль у розбудові двосторонніх взаємин відіграє співпраця в інформаційній, культурній та гуманітарній сферах. Спільно з громадськими організаціями Нідерландів проводяться різноманітні інформаційні заходи, культурно-мистецькі фестивалі, «Дні України» в окремих містах Нідерландів [8].

### Співпраця в гуманітарній сфері
Активно, проте однобічно, розвивається співробітництво в гуманітарній сфері. Співпраця з різними нідерландськими лікувальними закладами дає можливість проводити навчальні програми для українських спеціалістів, здебільшого у таких сферах, як боротьба з ВІЛ/СНІД, соціальна адаптація дітей з певними вадами. Нідерландські фонди «СНОЕ» та фонд допомоги дітям «Breath» у 2009 році завершили будівництво двох дитячих будинків на Закарпатті, а також реалізували щорічні дитячі літні програми «The Dutch host-families» та «Holiday Plan» для закарпатських дітей-сиріт.
За обсягами надання гуманітарної допомоги Україні Нідерланди є третьою країною у світі після США та Німеччини. Уряд Нідерландів, благодійні організації, приватні фірми та окремі громадяни країни регулярно направляють в Україну гуманітарну допомогу, надають сприяння в організації відпочинку та лікування дітей, які постраждали внаслідок Чорнобильської катастрофи.
Отже, співпраця між Україною і Нідерландами розвивається достатньо динамічно, ця невелика, навіть за європейськими мірками, держава відіграє суттєву роль у закордонних інвестиціях в українську економіку, зовнішній торгівлі та гуманітарній сфері нашої держави. У той же час приклад Нідерландів наочно демонструє проблеми взаємовідносин України з розвиненими постіндустріальними державами Західної Європи. Україна має значне від'ємне сальдо у двосторонній торгівлі. Гуманітарні зв'язки значною мірою зводяться до гуманітарної допомоги Україні з боку Нідерландів.

## Галерея

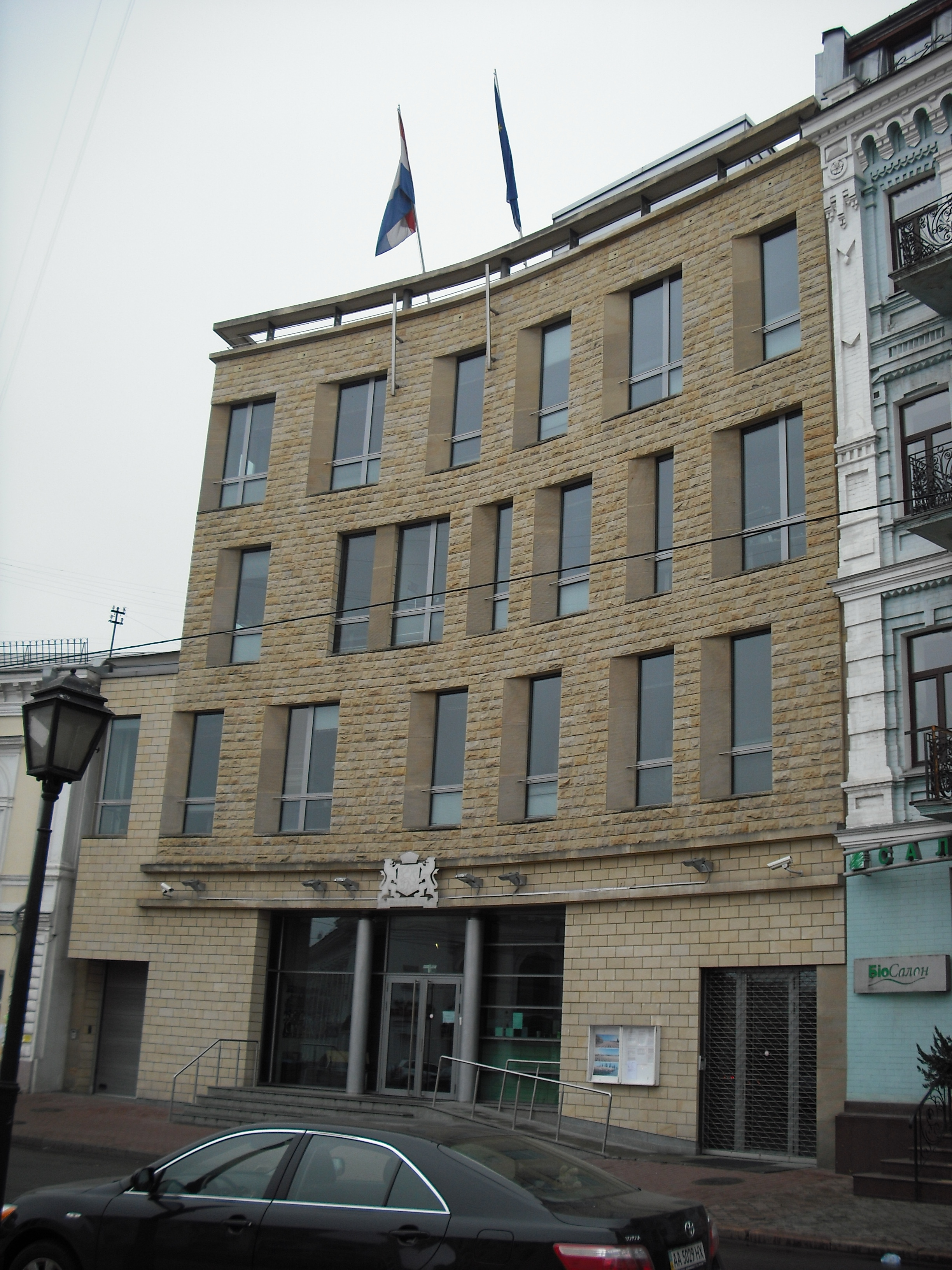
Посольство Нідерландів в Києві
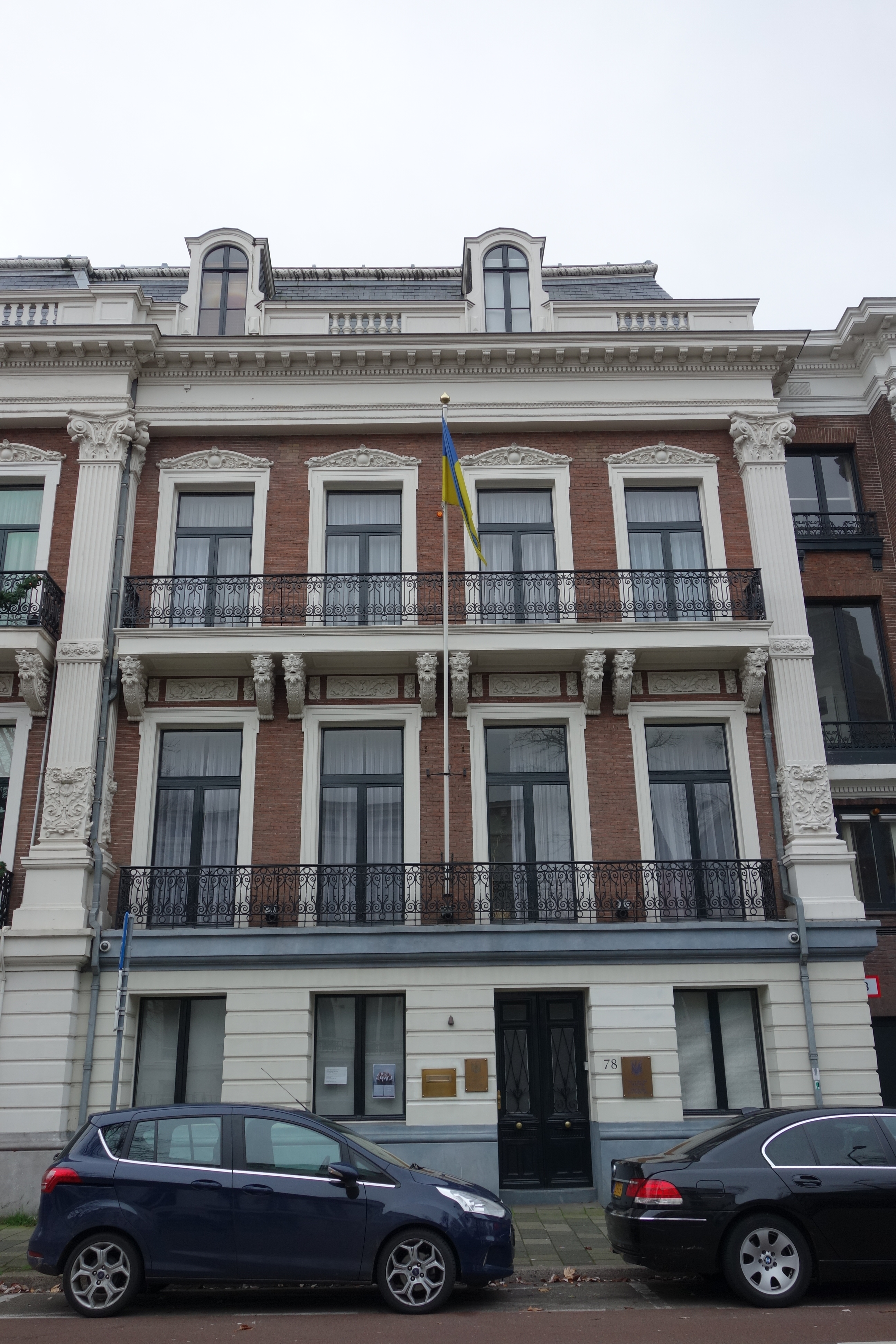
Посольство України в Гаазі